# Aeroportul Ohrid "St. Paul the Apostle"
Aeroportul Ohrid "St. Paul the Apostle" (IATA: OHD, ICAO: LWOH) este un aeroport din Comuna Debarca⁠(d), Macedonia de Nord ce deservește zona Ohrida. Aeroportul a fost tranzitat în 2022 de 232.232 de pasageri. A fost deschis în 1952 și numit după zona deservită.
Situat la o altitudine de 705 m, aeroportul dispune de 1 pistă. Este operat de TAV Airports Holding⁠(d).

## Infrastructură

### Piste
Aeroportul dispune de o singură pistă. Pista 01/19 are suprafața de asfalt și dimensiunile 2.550 m × 45 m. 